# Костанайське повстання
Костанайське повстання — національно-визвольне повстання казахів у Костанайському повіті, що було частиною загальноказахського повстання 1916 року. Таким чином населення Карабальської та Меїдикаринської волостей Костанайського повіту висловило протест проти указу російського царя від 25 червня 1916 року щодо призову казахів на тилові роботи під час Першої світової війни. 
На початку серпня 74 особи не з'явилися на призовні пункти. Повітовий очільник в рапорті до вищих інстанцій зазначив, що озброєні казахи «не завдали шкоди російським переселенцям, але озлоблені на поліцію». У Бестобінській волості до групи повсталих, озброєних шаблями, кийками та сокирами входило 2000 осіб. Найпотужніші виступи відбулися у 4, 5, 6, 8-му аулах, в яких організувалися загони чисельністю 500 осіб. Тих, хто зібрався в поселенні Каратамир (поблизу оз. Уркаш) очолили 85-річний Є. Жієналін, мулла С. Торебеков та О. Балгожин. Багато казахів приєдналися до повсталих Торгайського повіту. У серпні очільник повіту викликав каральні війська, які захопили в полон керівників повстання. Восени 600 будинків із 2470 в Аманкарагайській волості приєдналися до повстання в Торгайському повіті. У грудні Костанайський військовий загін, озброєний двома гарматами, двома кулеметами, розпочав придушення повстання. Бойові дії між повстанцями та урядовими військами розпочалися 21 грудня 1916 року і тривали до лютого 1917 року. У підсумку частина повстанців підкорилися царському уряду, а інші приєдналися до повстання під проводом Амангельди Іманова.